# Coprinellus micaceus
Coprin micacé
Espèce

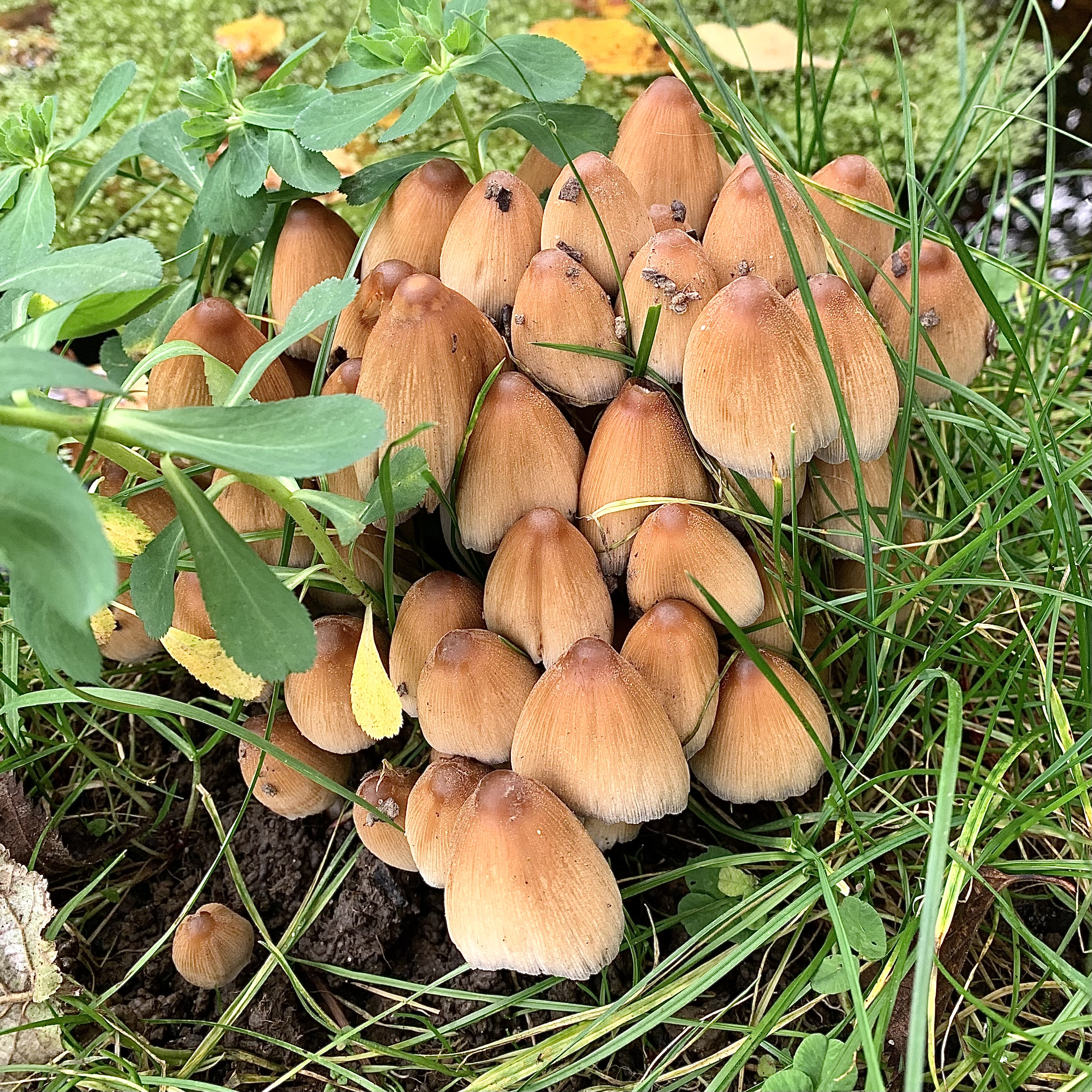
Coprinellus micaceus, en groupe serré.

Coprinellus micaceus, le coprin micacé, est une espèce de champignons basidiomycètes de la famille des Psathyrellaceae, décrite à l'origine par le mycologue français Jean-Baptiste Bulliard. Sa distribution est cosmopolite. Plus grêle que le coprin chevelu ou le coprin noir d'encre, il tire son nom de l'aspect typique de sa cuticule, qu'on dirait couverte de rosée.

## Taxonomie
Connu précédemment sous le nom de Coprinus micaceus, l'espèce a été transférée vers le genre Coprinellus en 2001, à la suite d'analyses phylogénétiques qui ont montré la nécessité de réorganiser de nombreuses espèces qui étaient regroupées auparavant dans le genre Coprinus. Toutefois, les anciennes sections Micaei et Domestici sont toujours à l'étude...

## Description

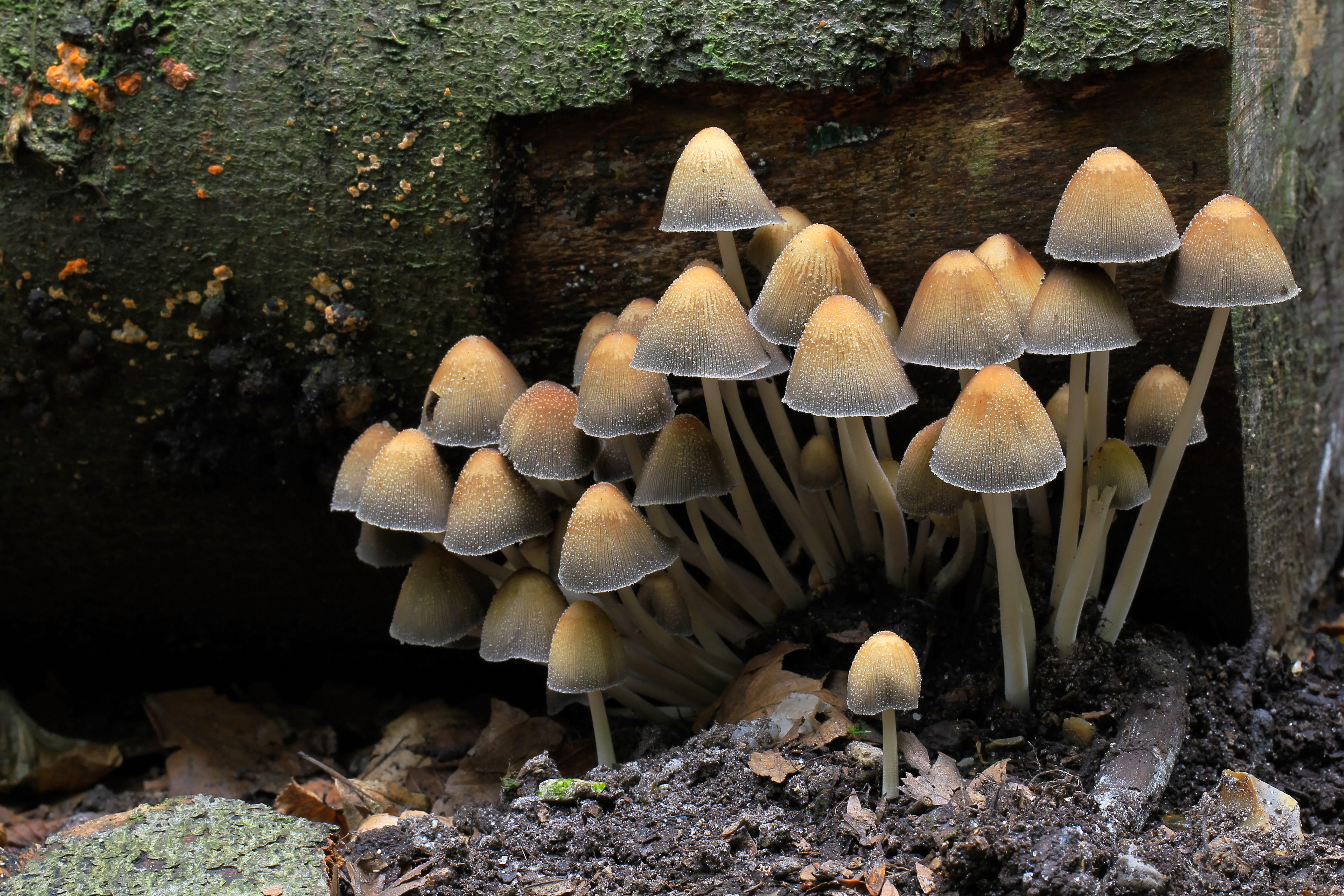
Coprinellus micaceus à Londres. Septembre 2013.

Le chapeau, de 3 à 6 cm, d'abord ovoïde ou en forme de gland, devient campanulé à conique en s'ouvrant progressivement, à marge souvent lobée, sillonnée radialement, puis se fendant et se liquéfiant, d'une belle couleur ocre fauve ou ocre jaune, plus foncé (roux) au centre, grisonnant avec l'âge; entièrement recouvert dans la jeunesse par un voile farineux brunâtre pâle à blanchâtre, sur lequel brillent des grains ressemblant à du mica; se déchirant par la croissance, ce voile laisse apparaître la surface brillante, viscidule et colorée, ponctuée de débris farineux de plus en plus rares vers la marge, puis fugaces.
Les lames sont serrées, inégales, assez étroites, presque libres, blanches, devenant brun bistre à madère, enfin noirâtres, se liquéfiant à partir de l'arête. Sporée brun-noirâtre.

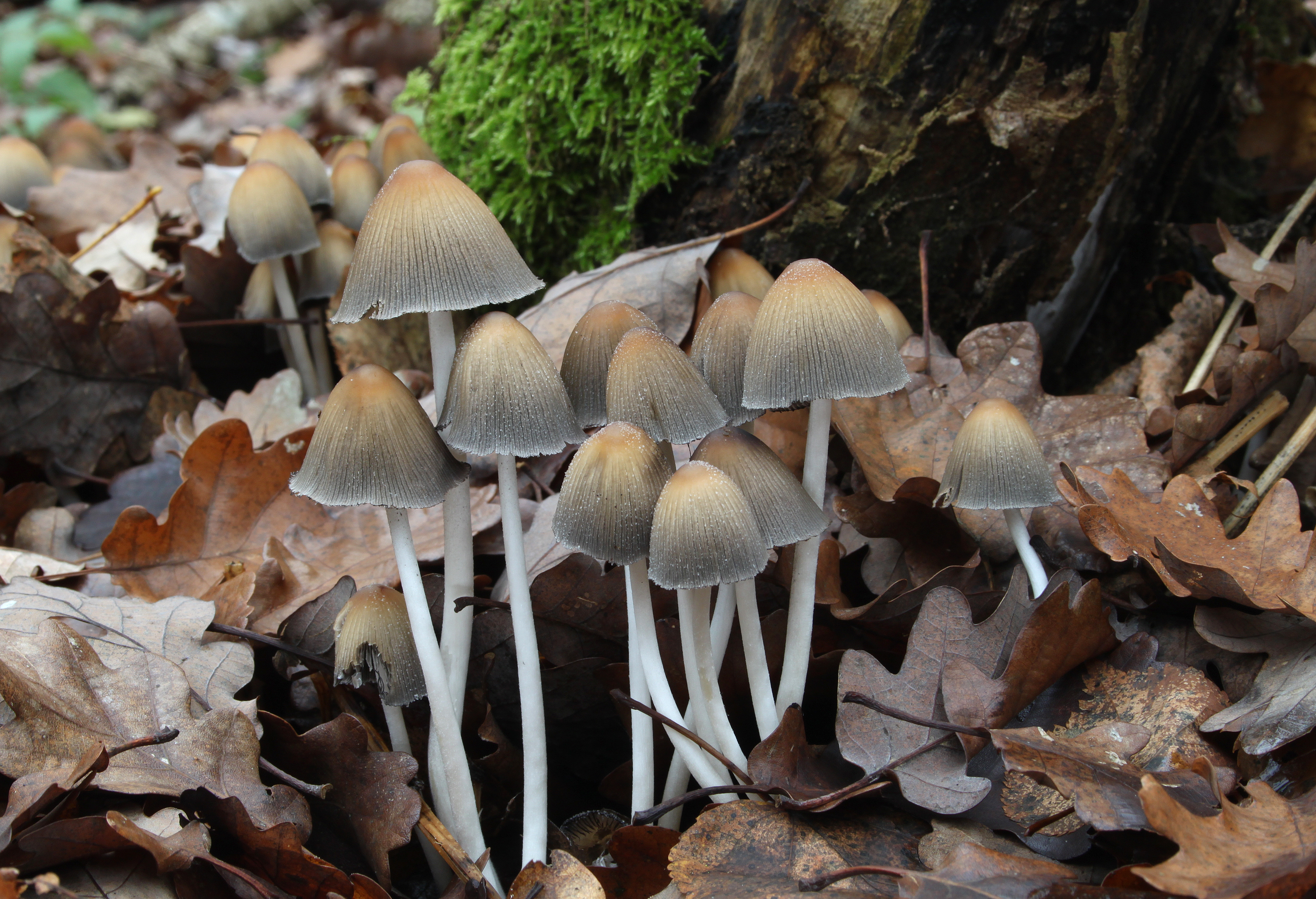

Le pied est long et ténu, de 5 à 10(12) cm sur 3-8 mm, rétréci de bas en haut et souvent courbé, creux, fragile, avec deux cortex rigides, blanchâtre, sans aucune trace d'anneau, mais souvent très finement floconneux sous la loupe dans la jeunesse
* [référence?] parfois ceint d'un fin anneau noir.
La chair est mince, blanche; son odeur et sa saveur sont imperceptibles. Sur les jeunes sujets une goutte d’ammoniaque ou de potasse sur les lames et la chair (encore blanche) du haut du pied provoque une discrète réaction violacée.

## Écologie
Il pousse du printemps au début de l'hiver, rarement isolé, souvent en touffes de plusieurs exemplaires non rattachés par la base, sur les souches et le bois en décomposition ou bien à même le sol à leur proximité.

## Comestibilité

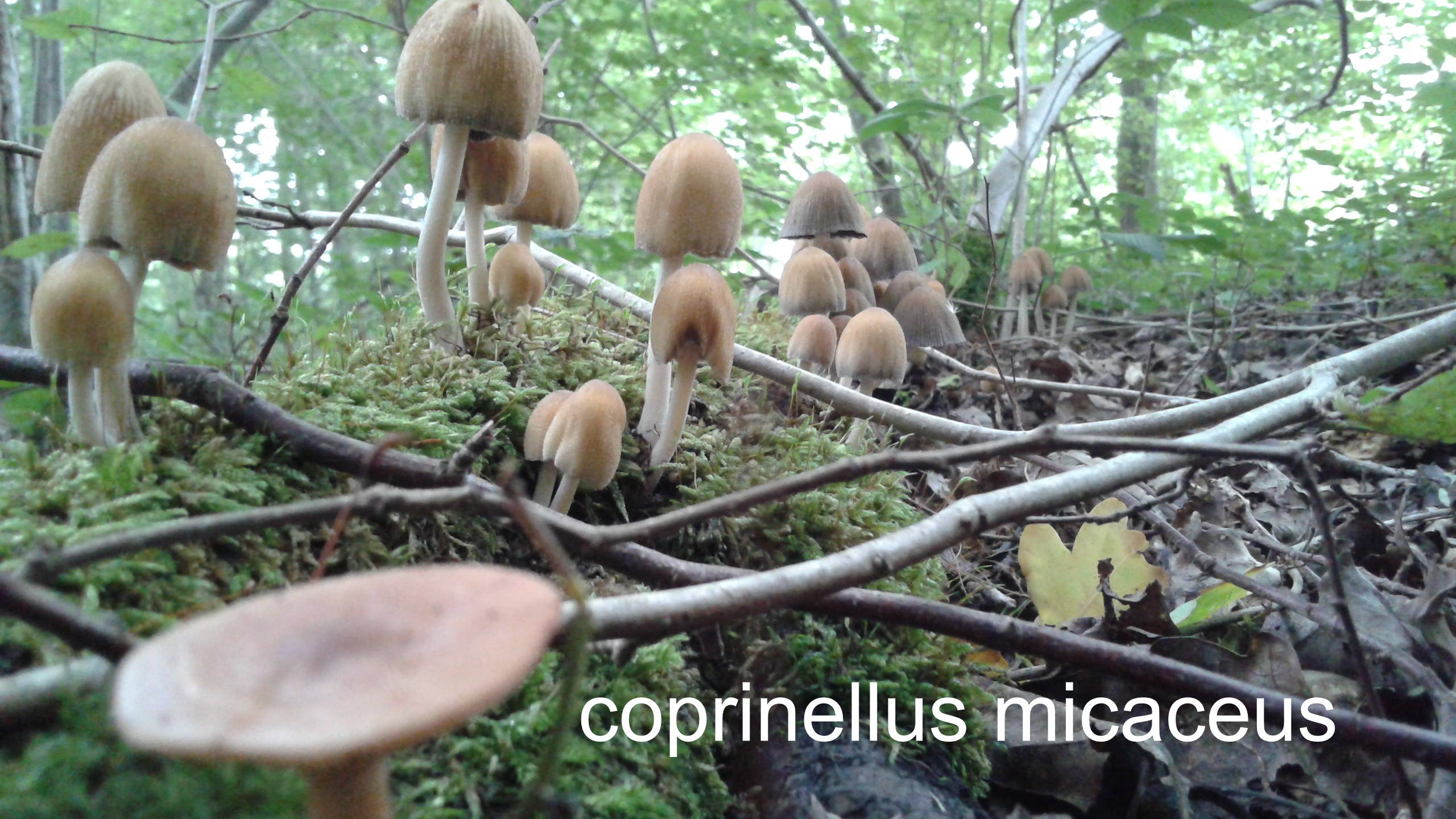
ici en second plan sur un bouleau (Nord-Pas-de-Calais)

Comme la plupart des coprins, il s'agit d'un champignon comestible jeune, mais sans intérêt étant donné la minceur de sa chair. La cuisson rend inactives les enzymes responsable de la déliquescence, processus qui peut commencer une heure après la collecte. Les récoltes européennes semblent causer quelques phénomènes d’éréthisme, si accompagnées d'alcool, mais aux effets moins marqués que chez C. atramentarius.

## Espèces proches et confusions possibles
Il existe plusieurs espèces de coprins proches, dont on peut citer Coprinus ellisii, qui porte un reste de voile au pied, et Coprinus disseminatus, de taille plus petite et, contrairement à ce que suggère son nom, loin d'être disséminé, venant en plus grandes troupes ("essaiminatus" eut été plus approprié, selon Marcel Bon).

## Sources
- Les champignons, Roger Phillips, Solar,1981,  (ISBN 2-263-00640-0)
- Le guide des champignons, Giovanni Pacioni, Nathan 1981,  (ISBN 2-09-284221-8)